# Ganting Parak Gadang
Ganting Parak Gadang is een bestuurslaag in het regentschap Padang van de provincie West-Sumatra, Indonesië. Ganting Parak Gadang telt 8962 inwoners (volkstelling 2010).